# Gylden
Gylden er betegnelsen for en række forskellige mønter og afledt heraf valutaer, der har været brugt som gangbar mønt (dvs. lovligt betalingsmiddel) i forskellige, især tysksprogede lande i tidens løb. Navnet gylden skyldes, at betegnelsen oprindelig blev brugt om guldmønter, men ordet gylden er ofte blevet opretholdt, efter at man er gået over til at anvende mønter af andre materialer, ligesom det senere er overført til betalingsmidler i form af pengesedler og digitale pengeoverførsler.

## Historie
Ordet gylden (tysk: Gulden) kommer oprindelig fra det middelhøjtyske ord guldin, som var en forkortelse af guldīn pfenni(n)c, der betød guldmønt. I de økonomisk velstående Nederlande brugtes udtrykket guldijn florijn ("gylden florin") om florinen, den guldmønt, som blev slået i Firenze fra 1252 til 1533, og som blev den første europæiske guldmønt siden det 7. århundrede e.v.t., der opnåede væsentlig international udbredelse. Den blev den dominerende vesteuropæiske valuta til brug for større handler.
I 1300-tallet begyndte en lang række europæiske stater at slå deres egen mønt efter mønsteret fra den florentinske florin. I nogle tilfælde kopierede de også navnet direkte, som det var tilfældet for den ungarske florentinus, senere forint, der blev udstedt første gang i 1325 under Karl 1. af Ungarn. I Hansestaden Lübeck prægede man lybske floriner fra 1341 til ca. 1373. Disse lybske floriner blev også brugt ved større betalinger i Danmark.
I 1385 begyndte en møntunion af de fire rhinske kurfyster, ærkebisperne af Mainz, Trier og Köln samt greven af Pfalz at udmønte den rhinske gylden eller rhingylden, der efterhånden overtog florinens rolle som den dominerende handelsmønt i området. Også mange andre steder prægedes lokale gylden, således i adskillige schweiziske byer. I Danmark blev der i flere omgange præget gylden, første gang under kong Hans og senest under Christian 4.
I Nederland prægede man i 1378 sin egen version af den florentinske florin, kaldt gulden florijn eller i daglig tale blot "gulden". I skriftlige dokumenter blev 100 gulden forkortet som "Fl 100" efter florinen - en skik, som er fortsat i Nederland og andre lande, så længe møntenheden gylden har været beholdt. I 1521 indførte Karl 5. den første egentlige nederlandske gylden, den såkaldte Carolus gulden. I 1543 fulgte en Carolus gulden præget i sølv. I Nederland har Nederlandske gylden siden været en almindelig gangbar mønt, indtil landet overgik til euro 1. januar 2002.
Også mange andre steder har gylden været en officiel mønt. I det habsburgske Østrig, senere Østrig-Ungarn, hed møntfoden gylden (i Ungarn forint) fra 1754 indtil 1892, hvor dobbeltmonarkiet lod den erstatte af en krone som led i overgangen til guldmøntfod. I fristaden Danzig var Danzig-gylden den officielle møntfod 1923-39. På Curaçao og Sint Maarten, der indtil 2010 indgik i de Nederlandske Antiller, men i dag er selvstændige lande indenfor Kongeriget Nederlandene, bruges endnu i dag som det eneste sted i verden gylden (Nederlandske Antiller-gylden).